# Marva (zangeres)
Marva Mollet (Vlissegem, 23 maart 1943), vooral bekend als kortweg Marva, is een Vlaamse zangeres, die tussen 1963 en 1980 erg populair was in Vlaanderen. Haar bekendste nummers zijn Een eiland in groen en blauw, Oempalapapero en Rode rozen in de sneeuw. In 1980 heeft ze zich uit de muziekindustrie teruggetrokken.

## Levensloop
Marva werd geboren in Vlissegem en groeide op in Blankenberge. In 1963 nam ze op 20-jarige leeftijd haar debuutsingle op, getiteld Geef mij nog een kans. In 1964 huwde ze met haar manager en bracht één zoon op de wereld.
Tussen 1963 en 1980 scoorde ze verschillende hits in Vlaanderen, zoals Een eiland in groen en blauw (1967), Fiesta (1969), Niemand wil je als je ongelukkig bent (1973), Rode rozen in de sneeuw (1975) en Oempalapapero (1975). Veel van deze liedjes werden geschreven door Nelly Byl. Vanaf 1965 werkte ze nauw samen met haar producer Rocco Granata, tot ze vanaf eind jaren zestig onder de hoede kwam van Jean Kluger.
In 1980 nam Marva afscheid van haar publiek met het nummer Herinneringen. Ze wilde wat meer tijd voor haar privéleven. Sindsdien heeft ze geen nieuwe nummers uitgebracht, noch opgetreden. Ze begon een nieuw leven als winkelierster in Blankenberge en Oostende. Wel was ze nog regelmatig op televisie te zien, onder meer als presentatrice van de programma's Hit hit hoera en Marva si Marva la. In 1997 was ze eenmalig te gast in het VTM-programma Het mooiste moment.

### Eerbetonen
- Eind 2006 werd Marva opgenomen in de Eregalerij van Radio 2 vanwege "Een leven vol muziek". Laura Lynn nam toen een virtueel duet met haar op en coverde Rode rozen in de sneeuw. Deze versie, waar Marva's originele opname uit 1975 doorheen gemixt werd, werd opnieuw een hit.
- Op 15 juni 2008 werd Marva uitgeroepen tot eerste ereburger van De Haan en door honderden fans gehuldigd naar aanleiding van haar 65ste verjaardag. In 2020 werd aan de gevel van haar geboortehuis een herinneringsplaquette opgehangen.
- Eind januari 2015 hebben in het Casino Kursaal in Oostende Vlaamse artiesten Marva gehuldigd, precies 35 jaar nadat ze zich uit de amusementswereld had teruggetrokken.
- In 2023 werd Marva tachtig en verscheen voor die gelegenheid een dubbelalbum met haar bekendste liedjes.

## Trivia
- Ze eindigde op nr. 359 in de Vlaamse versie van De Grootste Belg.
- Er wordt een aantal keer naar haar verwezen in de film Iedereen beroemd! (2000) door Dominique Deruddere. De vader noemt zijn dochter naar Marva in de hoop dat ze ooit een even succesrijke zangeres wordt. Als hij later tegen een manager vertelt dat zijn dochter Marva heet, vraagt de man sceptisch: "Marva? Is die niet dood?"

## Discografie

### Hitnoteringen
| Single met hitnotering(en) in de Vlaamse Ultratop 50 | Datum van verschijnen | Datum van binnenkomst | Hoogste positie | Aantal weken | Opmerkingen                               |
| ---------------------------------------------------- | --------------------- | --------------------- | --------------- | ------------ | ----------------------------------------- |
| Harlekijn / Geef mij nog een kans                    | 1963                  | 01-06-1963            | 19              | 4            |                                           |
| Een eiland in groen en blauw                         | 1967                  | 22-04-1967            | 16              | 4            |                                           |
| Laat ons goede vrienden zijn                         | 1967                  | 02-12-1967            | 10              | 13           |                                           |
| In elk hart is een huis                              | 1968                  | 31-08-1968            | 10              | 9            |                                           |
| Fiesta                                               | 1969                  | 31-05-1969            | 3               | 13           |                                           |
| Tranen drogen wel op                                 | 1969                  | 18-10-1969            | 5               | 10           |                                           |
| Zoals het eenmaal is geweest                         | 1970                  | 10-01-1970            | 10              | 9            |                                           |
| Tipitipiti                                           | 1970                  | 09-09-1970            | 8               | 9            | Nr. 1 in de Vlaamse Top 10                |
| Costa Rica                                           | 1970                  | 01-08-1970            | 17              | 5            | Nr. 3 in de Vlaamse Top 10                |
| Nieuwe liefde nieuwe dromen / Darla dirladada        | 1970                  | 14-11-1970            | 17              | 11           | Nr. 6 in de Vlaamse Top 10                |
| Als je eenzaam bent                                  | 1971                  | 03-04-1971            | 5               | 12           | Nr. 2 in de Vlaamse Top 10                |
| Elke dag een beetje meer                             | 1971                  | 02-10-1971            | 19              | 6            | Nr. 5 in de Vlaamse Top 10                |
| Leve leve de liefde                                  | 1972                  | 27-05-1972            | 13              | 12           | Nr. 4 in de Vlaamse Top 10                |
| In je armen (is het altijd zomer)                    | 1972                  | 23-09-1972            | 25              | 1            | Nr. 3 in de Vlaamse Top 10                |
| Ik wou dat ik je kon vergeten                        | 1973                  | 27-01-1973            | 24              | 1            | Nr. 3 in de Vlaamse Top 10                |
| Salvatore                                            | 1973                  | 17-02-1973            | 24              | 4            | Nr. 3 in de Vlaamse Top 10                |
| Het kan niet alle dagen zondag zijn                  | 1973                  | 12-05-1973            | 27              | 3            | Nr. 3 in de Vlaamse Top 10                |
| 't Is zo goed in Vlaanderen                          | 1974                  | 18-05-1974            | 26              | 1            | Nr. 7 in de Vlaamse Top 10                |
| Kom terug bij mij                                    | 1975                  | 05-04-1975            | 27              | 1            | Nr. 3 in de Vlaamse Top 10                |
| Oempalapapero                                        | 1975                  | 09-08-1975            | 20              | 1            | Nr. 4 in de Vlaamse Top 10                |
| Rode rozen in de sneeuw                              | 1975                  | 13-12-1975            | 13              | 10           | Nr. 1 in de Vlaamse Top 10                |
| Herinneringen                                        | 1980                  | 22-11-1980            | 27              | 1            | Nr. 1 in de Vlaamse Top 10                |
| Rode rozen in de sneeuw                              | 2006                  | 02-12-2006            | 5               | 11           | met Laura Lynn Nr. 3 in de Vlaamse Top 10 |

| Album met hitnotering(en) in de Vlaamse Ultratop 200 albums | Datum van verschijnen | Datum van binnenkomst | Hoogste positie | Aantal weken | Opmerkingen |
| ----------------------------------------------------------- | --------------------- | --------------------- | --------------- | ------------ | ----------- |
| Het beste van Marva                                         | 1999                  | -                     | -               | -            |             |
| Herinneringen, het allerbeste van Marva                     | 2006                  | 16-12-2006            | 4               | 18           | Goud        |
| Goud van hier                                               | 2010                  | -                     | -               | -            |             |
| Essential                                                   | 2012                  | -                     | -               | -            |             |
| Alle 40 goed                                                | 2012                  | -                     | -               | -            |             |
| Marva 80                                                    | 2023                  | 18-03-2023            | 28              | 7            |             |

### Overige singles
- Michka (1963)
- Ik wil je niet meer (1964)
- Ik hou van je zoals je bent (1964)
- Het lied van de zee (1965)
- Quand tu t'en iras (1966)
- Kwart na acht (1966)
- Montezuma (1967)
- Pinkie de paddestoel (1967)
- Tot spijt van wie 't benijdt (1968)
- Browning Joe (1968)
- De muzikanten van het speelgoedland (1968)
- Geen honger meer (1969)
- Liefde ben jij (1970)
- Liefde en haat (1971)
- Je me sens bien seule (1972)
- Mama oh mama (1973)
- Tranen in het zomerzand (1973, Nr. 3 in de Vlaamse Top 10)
- Niemand wil je als je ongelukkig bent (1973, Nr. 4 in de Vlaamse Top 10)
- Ik blijf op je wachten (1974, Nr. 4 in de Vlaamse Top 10)
- Ik wil jou voor mij alleen / 't Is nog niet te laat (1976, Nr. 2 in de Vlaamse Top 10)
- Al de tranen (in de wereld) (1976, Nr. 3 in de Vlaamse Top 10)
- Als de klokken luiden (1977, Nr. 3 in de Vlaamse Top 10)
- Kijk me maar in de ogen (1977, Nr. 2 in de Vlaamse Top 10)
- M'n beste vriendin (1978, Nr. 2 in de Vlaamse Top 10)
- Giorgio (1978, Nr. 2 in de Vlaamse Top 10)
- Neem me in je armen (1978, Nr. 3 in de Vlaamse Top 10)
- Ik hou van jou (1979, Nr. 2 in de Vlaamse Top 10)
- Ela ela (1979, Nr. 6 in de Vlaamse Top 10)
- Ik dans met een ander (maar ik kijk naar jou) (1981, Nr. 1 in de Vlaamse Top 10)
- Mooi is de wereld (1981, Nr. 8 in de Vlaamse Top 10)
- Domani (1982, Nr. 6 in de Vlaamse Top 10)